# Szuwar turzycy Buxbauma
Zespół turzycy Buxbauma, szuwar turzycy Buxbauma (Caricetum buxbaumii) – zespół roślinności wodno-błotnej budowany głównie przez turzycę Buxbauma. Zaliczany do związku szuwarów wielkoturzycowych Magnocaricion (klasa Phragmitetea), choć niektórzy włączają go do klasy młak niskoturzycowych Scheuchzerio-Caricetea nigrae.

## Charakterystyka
Szuwar niski zajmujący podmokłe siedliska lądowe. Podłoże torfowe (torf węglanowy na złożach kredy jeziornej). Odczyn gleby zasadowy (pH 7,5-8). W sukcesji przechodzi w wilgotne młaki z rzędu Caricetalia nigrae.
Występowanie
Zespół bardzo rzadki Polsce, odnotowany na Lubelszczyźnie i Pomorzu Szczecińskim.
Charakterystyczna kombinacja gatunków
Ch.Ass. : turzyca Buxbauma (Carex buxbaumii)
ChAll. : turzyca błotna (Carex acutiformis), turzyca tunikowa (Carex appropinquata), turzyca Buxbauma (Carex buxbaumii), turzyca dwustronna (Carex disticha), turzyca zaostrzona (Carex acuta), turzyca sztywna (Carex elata), turzyca prosowa (Carex paniculata), turzyca nibyciborowata (Carex pseudocyperus), turzyca brzegowa (Carex riparia), turzyca dzióbkowata (Carex rostrata), turzyca pęcherzykowata (Carex vesicaria), turzyca lisia (Carex vulpina), szalej jadowity (Cicuta virosa), kłoć wiechowata (Cladium mariscus), przytulia błotna (Galium palustre), kosaciec żółty (Iris pseudacorus), tojeść bukietowa (Lysimachia thyrsiflora), kropidło piszczałkowate (Oenanthe fistulosa), gorysz błotny (Peucedanum palustre), mozga trzcinowata (Phalaris arundinacea), wiechlina błotna (Poa palustris), jaskier wielki (Ranunculus lingua), tarczyca pospolita (Scutellaria galericulata)
ChCl. :żabieniec babka wodna (Alisma plantago-aquatica), ponikło błotne (Eleocharis palustris), skrzyp bagienny (Equisetum fluviatile), manna mielec (Glyceria maxima), trzcina pospolita (Phragmites australis), szczaw lancetowaty (Rumex hydrolapathum), oczeret Tabernemontana (Schoenoplectus tabernaemontani), marek szerokolistny (Sium latifolium), pałka szerokolistna (Typha latifolia).
Typowe gatunki
Charakterystyczna kombinacja gatunków zbiorowiska ma znaczenie dla diagnostyki syntaksonomicznej, jednak nie wszystkie na nią się składające gatunki występują często. Dominantem jest turzyca Buxbauma. Inne częściej występujące gatunki to: złocieniec gwiazdkowaty, turzyca prosowata, przytulia błotna, turzyca zaostrzona, trzcina pospolita, wąkrota zwyczajna, Acrocladium cuspidatum, groszek błotny, tojeść pospolita, turzyca pospolita i knieć błotna.